# Flandria (wielerploeg)

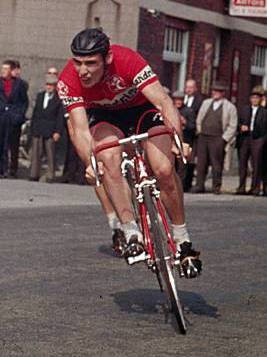
Willy Bocklant bij Flandria

Flandria is een Belgische wielerploeg uit de jaren 60 en 70 die gesponsord werd door Flandria, een Belgisch (brom)fietsenmerk.
Bij Flandria fietsten vele groten, onder wie Roger en Erik De Vlaeminck, Rik Van Looy, Freddy Maertens, Walter Godefroot, Michel Pollentier, Eric Leman, Joop Zoetemelk en de vroegtijdig overleden Jean-Pierre Monseré. Briek Schotte was lange tijd ploegleider. Toen het bedrijf Flandria failliet ging in 1979 verdween ook de wielerploeg.

## Geschiedenis
Flandria werd opgericht in 1959 door Flandria-directeur Pol Claeys, met Marcel Janssens als succesvolste renner. Ook de al veertigjarige Briek Schotte maakte dat jaar deel uit van de ploeg, die uitsluitend uit Belgen bestond. Vanaf 1960, met Joseph Planckaert als vaandeldrager, reden er ook buitenlandse renners voor de ploeg, zoals René Strehler uit Zwitserland.
In 1962 reed Rik Van Looy een jaar voor de ploeg, die dat jaar samenging met Faema. Flandria-Faema was de meest succesvolle ploeg van het peloton. Van Looy won Parijs-Roubaix en Gent-Wevelgem, Planckaert was de sterkste in Luik-Bastenaken-Luik. In totaal behaalde de ploeg in dit jaar 129 overwinningen.

### Naamswijzigingen
- 1957: Flandria
- 1958: Flandria
- 1959: Flandria-Dr.Mann
- 1960: Flandria-Wiel's
- 1961: Flandria-Faema
- 1962: Flandria-Faema-Clement
- 1963: Faema-Flandria
- 1964: Flandria-Romeo
- 1965: Flandria
- 1966: Flandria
- 1967: Flandria-De Clerck
- 1968: Flandria-De Clerck
- 1969: Flandria-De Clerck-Krüger
- 1970: Flandria-Mars
- 1971: Flandria-Mars
- 1972: Flandria-Beaulieu
- 1973: Flandria-Carpenter
- 1974: Flandria-Carpenter
- 1975: Flandria-Carpenter
- 1976: Flandria-Velda
- 1977: Flandria-Velda
- 1978: Flandria-Velda-Lano
- 1979: Flandria-Ça-va-seul